# Caulksville, Arkansas
Caulksville là một thị trấn thuộc quận Logan, tiểu bang Arkansas, Hoa Kỳ. Năm 2010, dân số của thị trấn này là 213 người.

## Dân số
- Dân số năm 2000: 233 người.
- Dân số năm 2010: 213 người.